# The Lion Man
The Lion Man er en amerikansk stumfilm fra 1919 af Al Russell og Jack Wells.

## Medvirkende
- Kathleen O'Connor som Stella Donovan
- Jack Perrin som Jim Westcott
- Mack V. Wright
- J. Barney Sherry som Frederick Cavendish
- Gertrude Astor som Celeste La Rue